# Menippos von Gadara

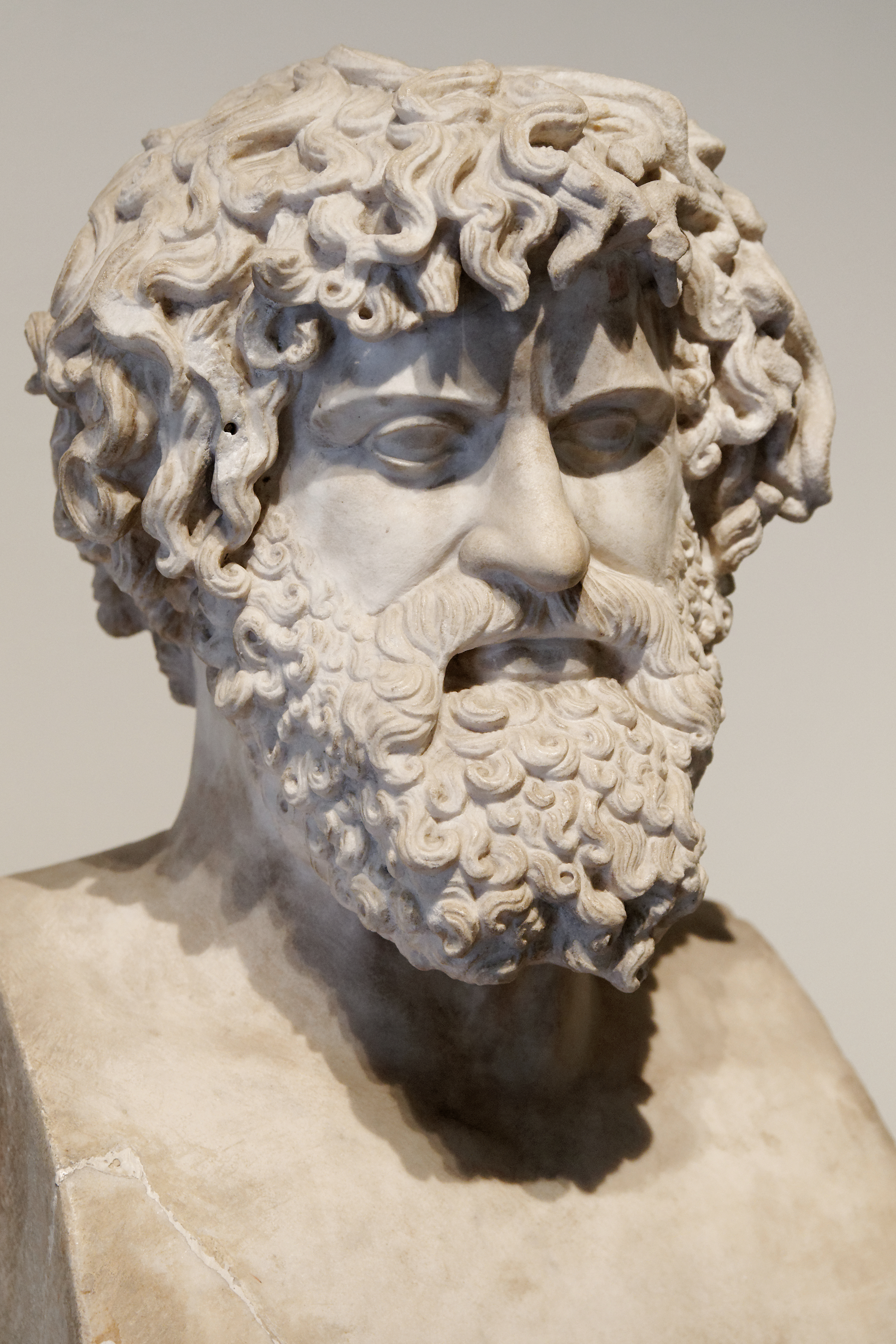
Eine in der Villa dei Papiri gefundene und als Menippos gedeutete Büste, heute im Archäologischen Nationalmuseum Neapel.

Menippos von Gadara (altgriechisch Μένιππος Ménippos, latinisiert Menippus) war ein antiker griechischer Schriftsteller, der den Gedanken der kynischen Philosophen nahestand. Er stammte aus Gadara und war im frühen Hellenismus, wahrscheinlich in der ersten Hälfte des 3. Jahrhunderts v. Chr., tätig.
Die Schriften des Menippos sind verloren. Überliefert sind lediglich einige Berichte über sein Leben und über die von ihm verfassten Satiren. Er vermischte dabei als erster Prosa und Verse und fand viele Nachahmer, weshalb er zum Namensgeber einer literarischen Gattung wurde, der Menippeischen Satire.

## Leben
Menippos stammte aus Gadara, dem heutigen Umm Qais in Jordanien. Seine hellenisierte Familie war mutmaßlich phönizischer Abstammung; er selbst soll aus der Sklaverei freigekommen sein und in Theben das Bürgerrecht erhalten haben. Überdies wird berichtet, dass er durch Geldverleih zu einem Vermögen gekommen sei und sich zuletzt umgebracht habe, weil er um dieses betrogen worden sei. Seine genauen Lebensdaten sind unbekannt. Anscheinend war er aber in der ersten Hälfte des 3. Jahrhunderts v. Chr. tätig.

## Werk
Menippos’ Schriften sind verloren. Antike Autoren berichten, dass sie insgesamt dreizehn Bücher umfassten, nennen Titel einzelner Werke und überliefern einige wenige Inhalte. Allerdings wird aufgrund ungenauer Formulierung und unterschiedlicher Angaben bei verschiedenen Autoren weder ganz klar, wie viele Schriften Menippos verfasst hat noch wie sie im Einzelnen hießen. Einige der überlieferten Titel sind:
- Abstieg in die Unterwelt (Νέκυια). Man vermutet folgende Rahmenhandlung dieser Schrift: Menippos selbst kommt aus der Unterwelt an die Oberwelt, um die Fehler der Menschen zu beobachten und später den Göttern zu berichten. Verkleidet ist er dabei als Erinye.[7]
- Testamente (Διαθῆκαι). Dabei handelte es sich vermutlich um Parodien der Testamente berühmter Philosophen.
- Briefe, erdacht aus der Perspektive der Götter (Ἐπιστολαὶ κεκομψευμέναι ἀπὸ τῶν θεῶν προσώπου).
- Epikurs Geburt und die von den Epikureern kultisch gefeierten Zwanzigsten (Γονὰς Ἐπικούρου καὶ τὰς θρησκευομένας ὑπ' αὐτῶν εἰκάδας). Hier machte sich Menippos offenbar über Feiern lustig, die die Epikureer am Zwanzigsten jedes Monats und an Epikurs Geburtstag abhielten.

Neben Epikur wurden auch Arkesilaos, die Naturphilosophen, Mathematiker und Grammatiker zu Zielscheiben des Menippos.
Der Stil seiner Werke lässt sich, da sämtliche Werke verloren sind, nur noch über seine zahlreichen Nachahmer rekonstruieren. Zu ihnen gehören unter anderen der Satiriker Lukian von Samosata und der römische Gelehrte Marcus Terentius Varro. Man nimmt an, dass Menippos als erster Prosa und Verse miteinander vermischte. In den Totengesprächen des Lukian tritt Menippos auch als literarische Figur auf; inwieweit Lukians Stil selbständig war oder eng an Menippos angelehnt, wird in der Forschung kontrovers diskutiert. Laut Diogenes Laertios enthielten Menippos’ Schriften kaum Ernstzunehmendes und waren voll von Spott und Hohn. Dieses Urteil stimmt mit anderen antiken Berichten überein; man nimmt daher an, dass Menippos kaum eigene philosophische Lehren niederschrieb, sondern als Satiriker, spöttischer Kritiker und Parodist zu sehen ist. Seine Schriften standen damit in der Tradition der kynischen Diatribe.

## Bildnisse
Eine im 2. Jahrhundert entstandene römische Kopie einer verlorenen griechischen Statue aus dem 3. Jahrhundert v. Chr. haben Karl Schefold und Gisela M. A. Richter als Menippos gedeutet. Die Kopie wurde in der Villa des Antoninus Pius in Lanuvium gefunden und befindet sich heute in den Kapitolinischen Museen in Rom. Darüber hinaus hat Maria R. Wojcik eines der beiden Porträts einer in der Villa dei Papiri gefundenen Doppelherme als Menippos gedeutet. Die Doppelherme befindet sich heute im Archäologischen Nationalmuseum Neapel.

## Nachwirkung
Menippos’ Mischung aus Prosa und Versen (vgl. Prosimetrum) wurde stilbildend und fand in der lateinischen Literatur bis ins Mittelalter zahlreiche Nachfolger (siehe Menippeischen Satire).

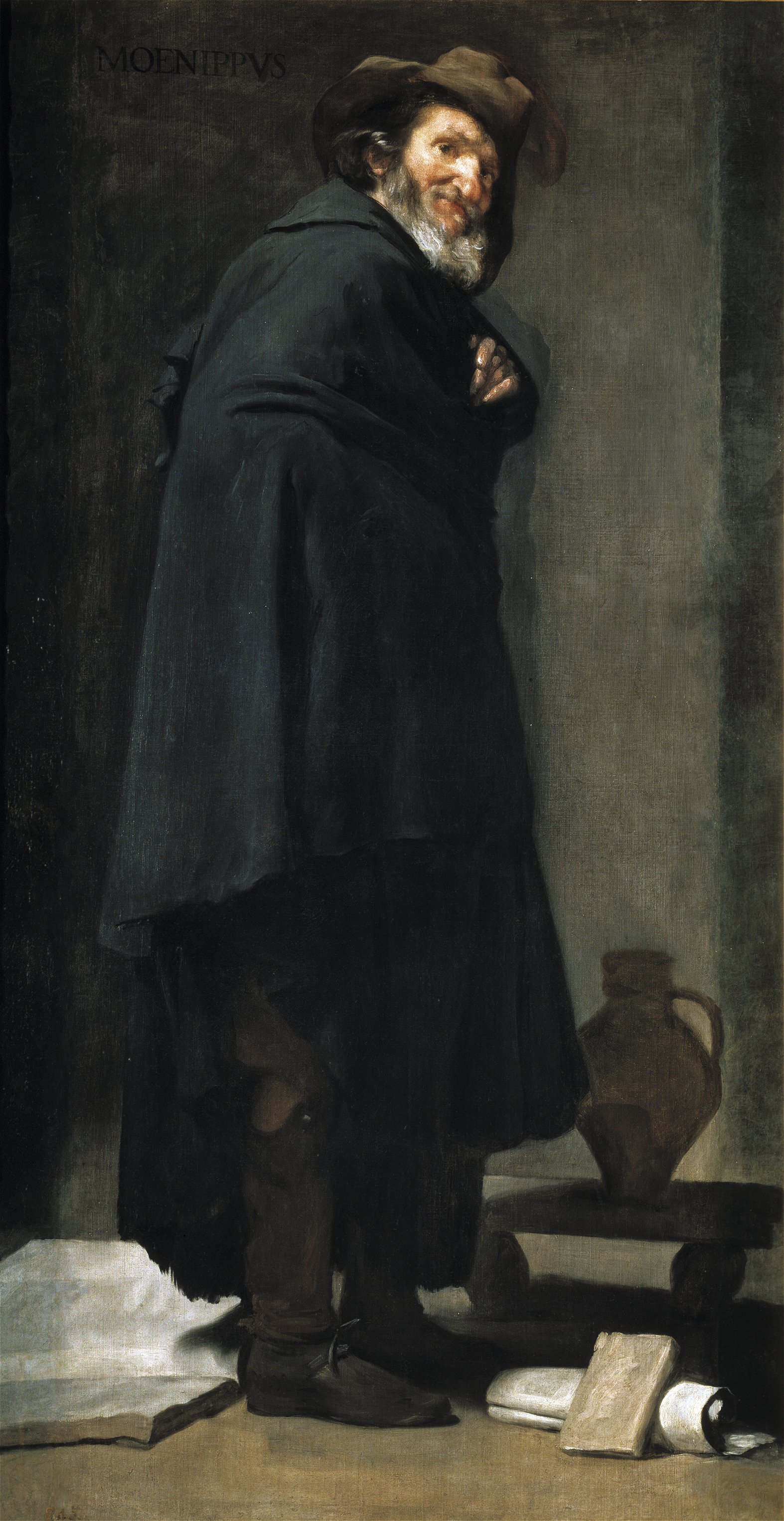
Menippos, Gemälde von Diego Velázquez, 1639/40

Menippos gilt nicht als Symbolfigur einer philosophischen Schule, sondern als Begründer der Satire als literarischer Gattung mit der Begründung, dass die literarische Form und die unterhaltende Funktion bei ihm relevanter erscheine als die philosophische Absicht. Der Grund dafür mag darin liegen, dass die Philosophie Ironie, Schalk und Spott bereits in der Antike nicht mehr als ihre eigenen Mittel gelten ließ; sie lagen vielmehr im Aufgabenbereich der Literatur, die die Philosophie auf ihrem Gebiet nicht mehr anzufechten vermochte. Daher ist Menippos bis heute die Symbolfigur, mit der die „ernsthafte“ Philosophie sich von der „närrischen“ Literatur erstmals abgrenzte. Es mag als Zeichen für die von philosophischer Seite vehement verfochtene Abspaltung der Literatur von der Philosophie erscheinen, dass keine einzige philosophische Schule sich auf Menippos beruft, während andererseits eine ganze literarische Gattung nach ihm benannt ist.
Diego Velázquez schuf ein Gemälde, das Menippos zeigt.
Der Historiker Theodor Mommsen bezeichnete Menippos als „Vater der Feuilletonliteratur“ und mutmaßte über ihn, er sei „der echteste literarische Vertreter derjenigen Philosophie, deren Weisheit darin besteht, die Philosophie zu leugnen und die Philosophen zu verhöhnen, der Hundeweisheit [Anmerkung: gemeint ist der Kynismus] des Diogenes; ein lustiger Meister ernsthafter Weisheit, bewies er in Exempeln und Schnurren, dass außer dem rechtschaffenen Leben alles auf Erden und im Himmel eitel sei, nichts aber eitler als der Hader der sogenannten Weisen.“
Hartmut Schmidt und Werner Thuswaldner schufen die Oper Menippus nach dem Text Ikaromenippus oder Die Luftreise von Lukian von Samosata.